# Pleioceras afzelii
Pleioceras afzelii är en oleanderväxtart som först beskrevs av Karl Moritz Schumann, och fick sitt nu gällande namn av Otto Stapf. Pleioceras afzelii ingår i släktet Pleioceras och familjen oleanderväxter. Inga underarter finns listade i Catalogue of Life.